# Christine Beigel
Christine Beigel est une auteure de littérature jeunesse française née en 1972 à Paris.

## Biographie
Christine Beigel a suivi des études de langues, dans l'idée de devenir traductrice. La rédaction d'un mémoire sur Raymond Queneau l'incite à passer à l'écriture pour la jeunesse, pour toutes les tranches d'âge. Ses domaines d'écriture sont très variés : polar, poésie, humour. Elle participe régulièrement à des rencontres en milieu scolaire, notamment pour animer des ateliers d'écriture,,.

## Quelques ouvrages
Elle a écrit  une centaine d'ouvrages ,,
- Le chat pelote (T. 1) Adoptez-moi ! Pierre Fouillet (illustrations), Gautier-Languereau, 2019
- Recueil Mamie Poule, 2019
- Cocotte tricote, Christine Destours (illustrations), Didier Jeunesse, 2019
- Ami ou ennemi ? 2011
- De quelle couleur sont les soleils ? (2011)
- La guerre des toiles ou Comment Renée l'araignée s'envola dans les étoiles (2010)
- J'ai mis du sable dans mon cartable, illustrations de Clotilde Perrin, Éditions Sarbacane, 2010
- Je suis petite, mais, mon arbre est grand ! (2003)
- Truc et Bidule
- Le vengeur masqué des contes de fées[7], illustrations de Isabelle Chatellard, Gautier-Languereau, 2008
- Regarde, éditions Mouton-Cerise, 2008
- Petons et Zinzins, Gautier-Languereau, 2008
- Au feu les pompiers, j’ai le cœur qui brûle, illustré par Élise Mansot, Gautier-Languereau, 2008.
- Pas cochon ! illustré par Anna Karlson, Gautier-Languereau, 2007.
- La grande roue, illustré par Magali Le Huche, Sarbacane, 2007.
- En voiture ! En voiture ! (l’histoire presque vraie de l’Europe) illustré par Catherine Meurisse, éditions Sarbacane, 2006.
- La petite fille qui marchait sur les lignes, illustré par Alain Korkos, Motus, 2004.
- (Je suis petite, mais…) Mon arbre est grand ! ill. Rébecca Dautremer, Magnard éd., 2003.
- L’ogre, la sorcière et le pirate…, ill. Christophe Merlin, coll. « zéphyr », Albin Michel, 2000.